# 穆罕默德·沙尔努比

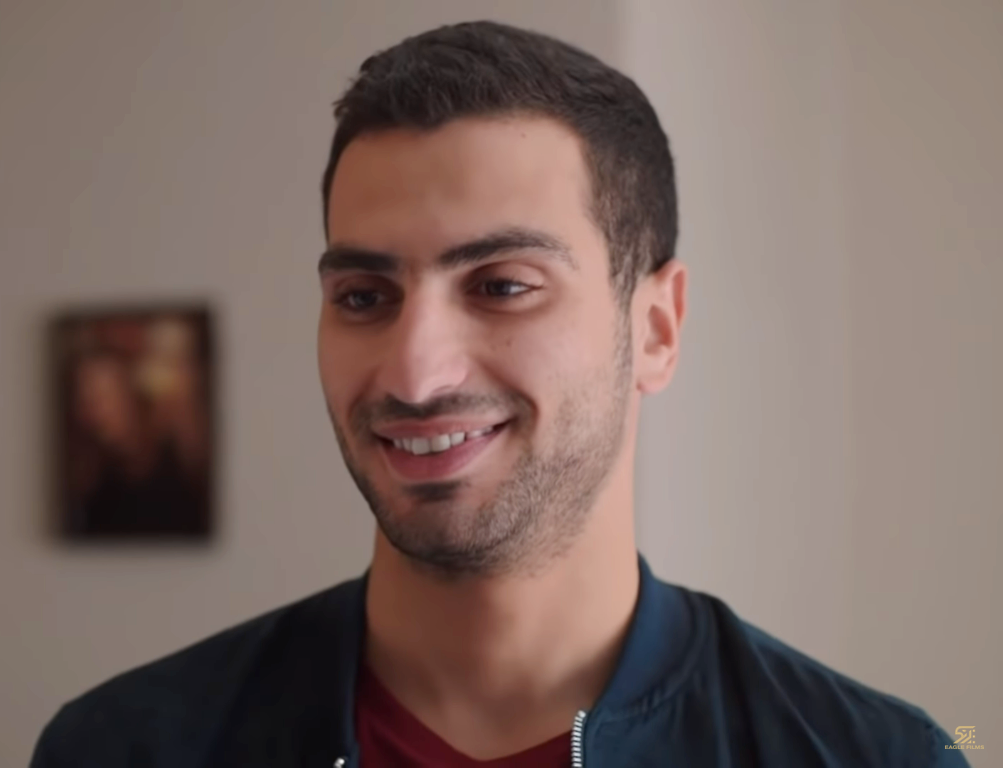
穆罕默德·沙尔努比

穆罕默德·沙尔努比（محمد الشرنوبي，拉丁转写：Mohamed El-Sharnouby，1996年1月4日—）是一名埃及演员和歌手。 

## 人物传记
穆罕默德·沙尔努比在2008年拍摄了第一部电视剧《在阿米娜手中》（في أيد أمينة），2009年拍摄了第一部电影《杀手》（السفاح），之后又出演了《爱情故事》（قصة حب）、《後街》（الشوارع الخلفية）等电视剧。 
在电影《艾滋病毒》（HIV）中，穆罕默德·沙尔努比第一次饰演了主角。这部电影讨论了艾滋病人和他们在得知自己患病时的心理状况。沙尔努比在接受《第七日》报（اليوم السابع）采访时说，他在电影中饰演的角色优素福是一名艾滋病患者，他开始学习如何面对家人和社会，如何处理他与恋人之间的关系。 
穆罕默德·沙尔努比参演了电视剧《阿比丁宫》（سرايا عابدين）的第二季。电视剧于2015年3月上映。他在剧中饰演了角色陶菲格王子。 
他还参演了2015年的斋月电视剧《圣约：应许之辞》（العهد: الكلام المباح），并在剧中饰演了角色乌比。 
他在电视剧《拜恩·萨拉亚特区》（بين السرايات）中饰演主角瓦利德。该剧讲述了吉萨的拜恩·萨拉亚特区和开罗大学里发生的故事。 
2018年，他出演了电视剧《阿布·欧迈尔·密斯里》（أبو عمر المصري）。   